# アイヌ政策を推進する議員の会
アイヌ政策を推進する議員の会（アイヌせいさくをすいしんするかい）は、アイヌ（アイヌ民族）を日本列島北部周辺の先住民と位置付け、その権利を保護する「アイヌ政策」の推進を求める超党派の議員連盟。所属議員は主に北海道出身者で構成されている。

## 概要
2008年3月、アイヌとの歴史的関係性を持つ北海道出身の議員による勉強会を母体とし、「アイヌ民族の権利確立を考える議員の会」として発足した。自由民主党の今津寛衆議院議員が世話人代表に就任した他、世話人に民主党の鳩山由紀夫衆議院議員、新党大地の鈴木宗男衆議院議員、自民党の橋本聖子参議院議員が就任し、この他日本共産党の紙智子参議院議員などが参加した。
2008年6月6日、国会に「アイヌ民族を先住民族とすることを求める決議」の採択を働きかけ、衆参両院で可決された。決議案では国連で先住民族の権利に関する国際連合宣言が採択された事を踏まえて、アイヌ人を「独自性を有する先住民族」として認める事を政府に求めている。決議を受けて福田康夫内閣の町村信孝官房長官が政府としてアイヌ人を「先住民」とする談話を行っている。しかしアイヌ文化の振興並びにアイヌの伝統等に関する知識の普及及び啓発に関する法律（アイヌ新法）に代わる法律の制定などは行われず、大きな進展が見られない状態が続いた。
2013年2月、議員連盟の名称を「アイヌ政策を推進する議員の会」に変更し、具体的な政策実施を求める姿勢を強めた。2017年12月、代表世話人に自由民主党の吉川貴盛衆議院議員 が就任した。
2019年4月19日、「アイヌの人々の誇りが尊重される社会を実現するための施策の推進に関する法律」（アイヌ民族支援法、アイヌ支援新法）が成立した。アイヌ民族支援法ではアイヌ人を「先住民族」と明確に規定しており、発足時からの目的の一つが実現された。一方で「国際連合宣言」で先住民族に与えるべきとされた民族自決権などの自治権は盛り込まれず、参加議員からは更なる働きかけが主張されている。

## 活動
先住民族の権利に関する国際連合宣言を参照しつつ、アイヌ政策のあり方に関する有識者懇談会報告書に基づく施策の実現とともに、先住民族アイヌに関する総合的なアイヌ政策を確実に推進していく根拠となる新たな法律の制定について、国民理解を広める活動を行うとしている。北海道大学アイヌ・先住民研究センターとの協働による啓発・研修活動等を進め、各種学会などへ所要の要請を行い、人権啓発活動等に取組む（公財）人権教育啓発推進センター、反差別国際運動等との情報交換、連携なども進めている。
主な活動内容
1. 「アイヌ文化振興法」の施策活用
2. 政府並びに各政党に対する働きかけ
3. 象徴空間整備に関する施策の推進の働きかけ
4. 遺骨・慰霊施設整備
5. 農林漁業対策の推進
6. 住宅対策の推進
7. 先住権、人権に係わる機関･組織等に対する働きかけ
8. 伝統的生活空間再生の働きかけ
9. 自主的啓発活動の推進
10. ホームページの充実
11. 「アイヌ文化交流センター」の運営への協力
12. 道外在住アイヌに対する施策実現への働きかけ

## 所属議員

### 役員
代表
幹事長
事務局長
- 鈴木貴子（自民党・衆議院・北海道7区）[9]

### 国会議員

#### 自民党
- 中村裕之（衆議院・比例北海道）[10][11]
- 菅義偉（衆議院・神奈川2区）[9]
- 橘慶一郎（衆議院・富山3区）[12]
- 逢沢一郎（衆議院・岡山1区）[13]
- 鈴木宗男（参議院・比例区）[9]
- 橋本聖子（参議院・比例区）[3]

#### 公明党
- 佐藤英道（衆議院・比例北海道）[14]
- 横山信一（参議院・比例区）[9]
- 竹谷とし子（参議院・東京都）[15]

#### 立憲民主党
- 逢坂誠二（衆議院・北海道8区）[16]
- 徳永エリ（参議院・北海道）[17]
- 岸真紀子（参議院・比例区）[18]

#### 社会民主党
- 福島瑞穂（参議院・比例区）[19]

### 元国会議員

#### 自民党
- 今津寛（衆議院・北海道6区） - 元代表[20]
- 左藤章（衆議院・大阪2区）[21]

#### 立憲民主党
- 荒井聰（衆議院・北海道3区）[22]
- 佐々木隆博（衆議院・北海道6区）[23]
- 石川知裕（衆議院・比例北海道）[24]
- 日吉雄太（衆議院・比例東海）[25]

#### 日本共産党
- 紙智子（参議院・比例区）[26]
- 畠山和也（衆議院・比例北海道）[27]

#### 無所属
- 吉川貴盛（衆議院・北海道2区） - 元代表[7]
- 鳩山由紀夫（衆議院・北海道9区）[28]
- 堀井学（衆議院・比例北海道）[9] - 元幹事長